# VertrigoServ
VertrigoServ est une suite de logiciels de type WAMP comprenant un serveur Apache, une base de données MySQL, un interpréteur de PHP, ainsi que des outils d'administration PhpMyAdmin, SQLite, Zend Optimizer et SQLiteManager.

## Composants
- Apache 2.4.17
- PHP 5.5.30
- MySQL 5.6.27
- SQLite 3.9.1
- Smarty 3.1.27
- PhpMyAdmin 4.5.1
- Xdebug 2.3.3
- SQLiteManager -